# Black Sugar II (álbum)
Black Sugar II fue el segundo LP de la banda de rock latino peruano Black Sugar, lanzado en 1974 en formato disco de vinilo por Sono Radio. Años más tarde sería lanzado por disqueras de Italia y Estados Unidos.

## Lista de canciones
1. Fuego - 5:40
2. Valdez In The Country - 4:38
3. Don't You Worry About A Thing - 2:51
4. The Dawn Of My Madness - 2:33
5. I Want To Believe - 3:18
6. Checan - 5:10
7. Kathy - 4:49
8. All Your Love - 3:45
9. Wake Up - 3:30